# Bizunesh Bekele
Bizunesh Bekele (var. Bezunesh Bekele, tiếng Amhara: ብዙነሽ በቀለ; 1936-1925 tháng 6 năm 1990) là một Ethiopia ca sĩ soul người đã được phổ biến trong những năm 1960 và 1970.
Cô sinh năm 1936. Bizunesh được gọi là " Aretha Franklin của Ethiopia" và "Đệ nhất phu nhân Addis". Bizunesh đã thu âm các bài hát nổi tiếng trong thập niên 1970 như "Chenk Tibeb" và "Ayasayegn chinkun". Cô hát bằng tiếng Amharic, ngôn ngữ oromiffa. Đôi khi cô hát với ca sĩ Gurage Mahmoud Ahmed. Cả hai đều được biết đến khi xuất hiện cùng ban nhạc Vệ binh Hoàng gia hoặc Ban nhạc Dahlak Banb.
Cô ấy được đặc trưng trong bản thu âm của người Do Thái Groove - The Golden Seventies (1994, Buda Musique).